# Leszek Pułka
Leszek Pułka (ur. 28 kwietnia 1956 w Warszawie) – polski filolog, prof. dr hab. nauk humanistycznych, profesor nadzwyczajny, członek rady naukowej Instytutu Dziennikarstwa i Komunikacji Społecznej Wydziału Filologicznego Uniwersytetu Wrocławskiego.

## Życiorys
Obronił pracę doktorską, 27 września 2005 habilitował się na podstawie pracy zatytułowanej Kultura mediów i jej spektakle na tle przemian komunikacji społecznej i literatury popularnej. Jest zatrudniony na stanowisku profesora nadzwyczajnego, oraz członka rady naukowej w Instytucie Dziennikarstwa i Komunikacji Społecznej na Wydziale Filologicznym Uniwersytetu Wrocławskiego.